# Qbeta
I Qbeta sono un gruppo musicale siciliano attivo dall'inizio degli anni novanta.

## Storia del gruppo
Il gruppo nasce a Solarino ad opera dei fratelli Cubeta, dai quali prende il nome e che gli stessi definiscono una «band etno funky mediterranea».
La diversa estrazione musicale dei componenti (jazz, rock, classica) ha portato ad uno stile nato dalla miscelazione di diversi generi: musica etnica, jazz, funk e musica latina, il tutto in chiave "mediterranea" che, appunto, è stato ribattezzato «world music mediterranea». L'aspetto più evidente di tale "mediterraneità", però, non riguarda solo gli arrangiamenti, ma anche il tenore dei testi delle loro canzoni che sovente sono anche in dialetto (tra le tante: I re, Menu mali ca c'è u mari, Kuturissi). Nel 1997 pubblicano con Symphonos Italia l'album Arrivaru cuntraventu.
Numerosi gli interventi della band solarinese ad importanti manifestazioni musicali nazionali e internazionali, come ad esempio: Arezzo Wave, Roxy Bar (trasmissione televisiva condotta da Red Ronnie nella quale presentarono la canzone Pulifemu, il cui arrangiatore era Roy Paci) nel 1996,  la quinta edizione del Social Forum di Porto Alegre in Brasile nel 2005 (unico gruppo italiano ad essere selezionato per quella manifestazione), il Forum del Mediterraneo di Barcellona, sempre nel 2005,  l'Austin City Limits Music Festival di Austin (unica band italiana) nell'edizione del 2010 e il Concerto del Primo Maggio in piazza San Giovanni a Roma insieme a Paolo Belli, nel 2011.
Diversi brani dei Qbeta, poi, sono stati inseriti nella programmazione musicale di diverse radio nazionali, tra le quali, Radio 2: Arrakkè e Scappa Carmela nel programma Caterpillar, Kuturissi e Voglio vivere così (cover del successo di Ferruccio Tagliavini) nella trasmissione di Fiorello e Marco Baldini, "Viva Radio2"; Radio 24: Le zanzare nel programma La Zanzara di Giuseppe Cruciani; Radio Uno: Tipo normale e Faccio festa in duetto radiofonico con Paolo Belli, nel novembre 2010.
Nell'aprile del 2011, Faccio festa è il primo singolo estratto dall'album del cantante emiliano, Giovani e Belli; il mese successivo, tale brano viene proposto al Concerto del Primo Maggio in piazza San Giovanni in Laterano a Roma, da Paolo Belli, insieme agli stessi Qbeta e, successivamente viene scelto come sigla del Giro d'Italia 2011.

## Premi
- Premio Sicilia Il Paladino
- Premio Nazionale Franchi/Ingrassia Palermo 2007

## Formazione attuale
- Peppe Cubeta (voce e chitarra folk)
- Salvo Cubeta (batteria)
- Jahsazzah Alessandro Azzaro (percussioni)
- Riccardo Formica (tromba)
- Paolo Migliore (basso elettrico)
- Antonio Campisi (chitarra elettrica)
- Boris Latina (trombone)

## Ex-componenti
- Filippo Fifuz Alessi (percussioni) dal 2009 al 2015
- Salvo Mudanò (basso elettrico) fino al 1998
- Roy Nocita (percussioni)
- Elisa Nocita (voce)
- Rossella Cubeta (voce)
- Pino Mazzeo (percussioni e voce)
- Rosario Patania (trombone)
- Roy Paci (tromba)
- Carlo Cattano (sax)
- Rino Cirinnà (sax)
- Gianni Morello (tromba)
- Toni Cattano (trombone)
- Santi Romano (basso elettrico) dal 2007 al 2013
- Tonino Urciullo (tastiere)
- Massimiliano Urciullo (chitarra elettrica e voce)
- Salvo Germano (basso elettrico) dal 1999 al 2007
- Seby Burgio (piano e tastiere) dal 2010 al 2012
- Pierpaolo Latina (tastiere)
- Stefano Ortisi (sax)
- Luca Galeano (chitarra elettrica)

## Discografia
- 1993 - Qbeta
- 1997 - Arrivaru cuntraventu
- 2000 - Arrakkè
- 2004 - Indigeno
- 2006 - Indigeno-Viaggio oltreoceano (live)
- 2007 - Ognittanto
- 2010 - Cous cous fest compilation (raccolta di artisti vari)
- 2011 - Giovani e Belli con Paolo Belli
- 2012 - Vento meticcio
- 2018 - ANNAKITI - Qbeta & Banda di Avola